# Cleitodiplosis graminis
Cleitodiplosis graminis är en tvåvingeart som först beskrevs av Tavares 1916.  Cleitodiplosis graminis ingår i släktet Cleitodiplosis och familjen gallmyggor. Inga underarter finns listade i Catalogue of Life.